# Roland Pohloudek-Fabini
(Leo) Roland Pohloudek-Fabini (* 29. Januar 1913 in Broos; † 4. Februar 1985 in Greifswald) war ein Apotheker und pharmazeutischer Chemiker aus Siebenbürgen.

## Leben
Roland Pohloudek war der Sohn des während des Ersten Weltkriegs verschollenen Beamten Leo Kaul Pohloudek, der nach der Scheidung von seiner Frau Klara Klementine, geborene Fabini (1875–1928), in Wien lebte. Als die Mutter, eine Gesangslehrerin und Oratoriensängerin, Tochter des Kaufmanns und Gipsfabrikanten Eduard Fabini, 1928 starb, wurde Roland Pohloudek von seinem Onkel Roland Fabini aufgenommen und 1943 adoptiert.
Nachdem er 1930 in Hermannstadt das Abitur abgelegt hatte, ging er zwei Jahre in einer Apotheke in Broos in die Lehre. Danach studierte er in Klausenburg und Bukarest Pharmazie. Ab 1936 arbeitete er als Industrieapotheker in Kronstadt. Die Approbation erhielt er 1939. Von 1941 bis 1943 war er als Assistent am Pharmazeutischen Institut der Universität Leipzig tätig, wo er gleichzeitig Lebensmittelchemie studierte. 1943 wurde er bei Karl-Hugo Bauer promoviert.
Roland Pohloudek-Fabini wurde 1945 zum Direktor des Chemischen Untersuchungsamtes in Leipzig ernannt. 1951 ging er an das Institut für Ernährungsforschung in Potsdam-Rehbrücke. Seine Habilitation erfolgte 1954 bei Kurt Täufel.
Die Universität Greifswald berief ihn im selben Jahr zum ordentlichen Professor für Pharmazeutische Chemie und zum Direktor des Pharmazeutisch-chemischen Instituts. Unter seiner Leitung wurde die Forschungstätigkeit an der Universität intensiviert. Er arbeitete an pharmazeutischen und toxischen Analysen, Arzneimittelsynthese, -analytik, -standardisierung und -biochemie. Weiterhin forschte er an Arzneipflanzen und führte Untersuchungen zur Chemie und Physiologie organischer Säuren durch. Ab 1968 leitete er die Sektion Pharmazie und war von 1967 bis 1969 Dekan. 1978 wurde er emeritiert.
Von 1954 bis 1958 war er Präsident der Scheele-Gesellschaft  und von 1965 bis 1968 Vizepräsident der Pharmazeutischen Gesellschaft der DDR. Er lehrte von 1961 bis 1975 Pharmazie an der Akademie für Ärztliche Weiterbildung der DDR. In dieser Funktion setzte er sich für die gesetzliche Regulierung der Weiterbildung der Pharmazeuten zu Fachapothekern ein.
Pohloudek-Fabini gehörte ab 1960 der Arzneibuch-Kommission an. Als Mitglied des „Vorstandes der Deutschen Arzneibuch – Kommission“ erhielt er 1965 zusammen mit Walter Poethke (* 30. Mai 1900), Direktor des Instituts für Pharmakologie an der Friedrich-Schiller-Universität Jena; Friedrich Jung, Berlin-Buch; (Hans-)Joachim Richter (* 2. März 1926), Direktor des Deutschen Instituts für Arzneimittelwesen in Berlin; Lothar Kny, (* 3. August 1930), damals stellvertretender Direktor des Staatlichen Instituts für Arzneimittelprüfung in Berlin (Ost) und Wissenschaftlicher Sekretär der Arzneibuchkommission, für die Anleitung und ihren maßgeblichen Anteil bei der Erarbeitung der 7. Ausgabe des Deutschen Arzneibuches den Nationalpreis II. Klasse für Wissenschaft und Technik als Auszeichnung.
Er war an der Herausgabe des Deutschen Arzneibuches (DAB 7) beteiligt und Mitherausgeber des Kommentars zum DAB. Er gab die Zeitschriften Pharmazie, Pharmazeutische Zentralhalle und Planta Medica heraus.

## Ehrungen
- 1965 Nationalpreis der DDR 2. Klasse
- 1965 Ehrendoktor der Universität Kiel
- 1972 Hufeland-Medaille in Gold
- 1977 Verdienter Hochschullehrer der DDR